# Jonathan Näslund
Björn Jonathan Näslund, född 1 augusti 1986, är en svensk dansare. 

## Biografi
Näslund började dansa när han var 11 år. Han har vunnit 14 SM-medaljer varav 6 är SM-guld.

### Let's Dance
År 2007 medverkade Näslund i TV-programmet Let's Dance där han dansade med skådespelerskan Ebba Hultkvist och slutade på en 5:e plats. År 2009 medverkade han i programmet med Isabella Löwengrip, och år 2010 medverkade han med Molly Sandén. I 2017 års upplaga av programmet dansade han med Ellen Bergström.

### Familj
Jonathan Näslund är gift med Oksana Näslund (tidigare Spichak) och har tillsammans med henne två barn. Han äger tillsammans med sin maka en dansskola, Dance Factory, med verksamhet i Tyresö centrum samt Farsta centrum.